# Siiankari
Siiankari är en ö i Finland. Den ligger i Skärgårdshavet och i kommunen Nystad i den ekonomiska regionen  Nystadsregionen i landskapet Egentliga Finland, i den sydvästra delen av landet. Ön ligger omkring 55 kilometer nordväst om Åbo och omkring 200 kilometer väster om Helsingfors.
Öns area är 8,4 hektar och dess största längd är 0,6 kilometer i öst-västlig riktning. I omgivningarna runt Siiankari växer i huvudsak barrskog.